# Archives du film de Hong Kong

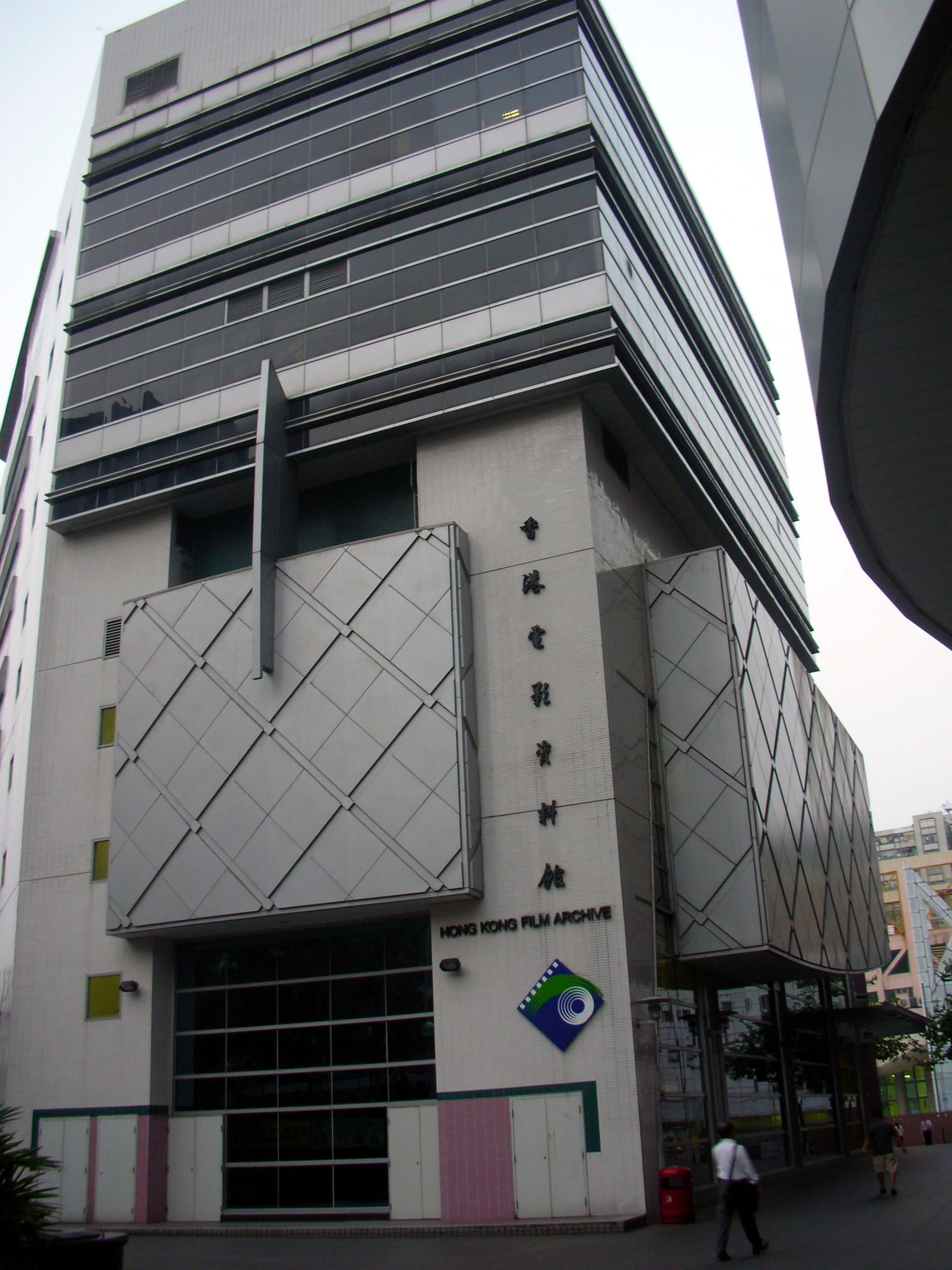
Bâtiment des Archives du film de Hong Kong, inauguré en 2001.

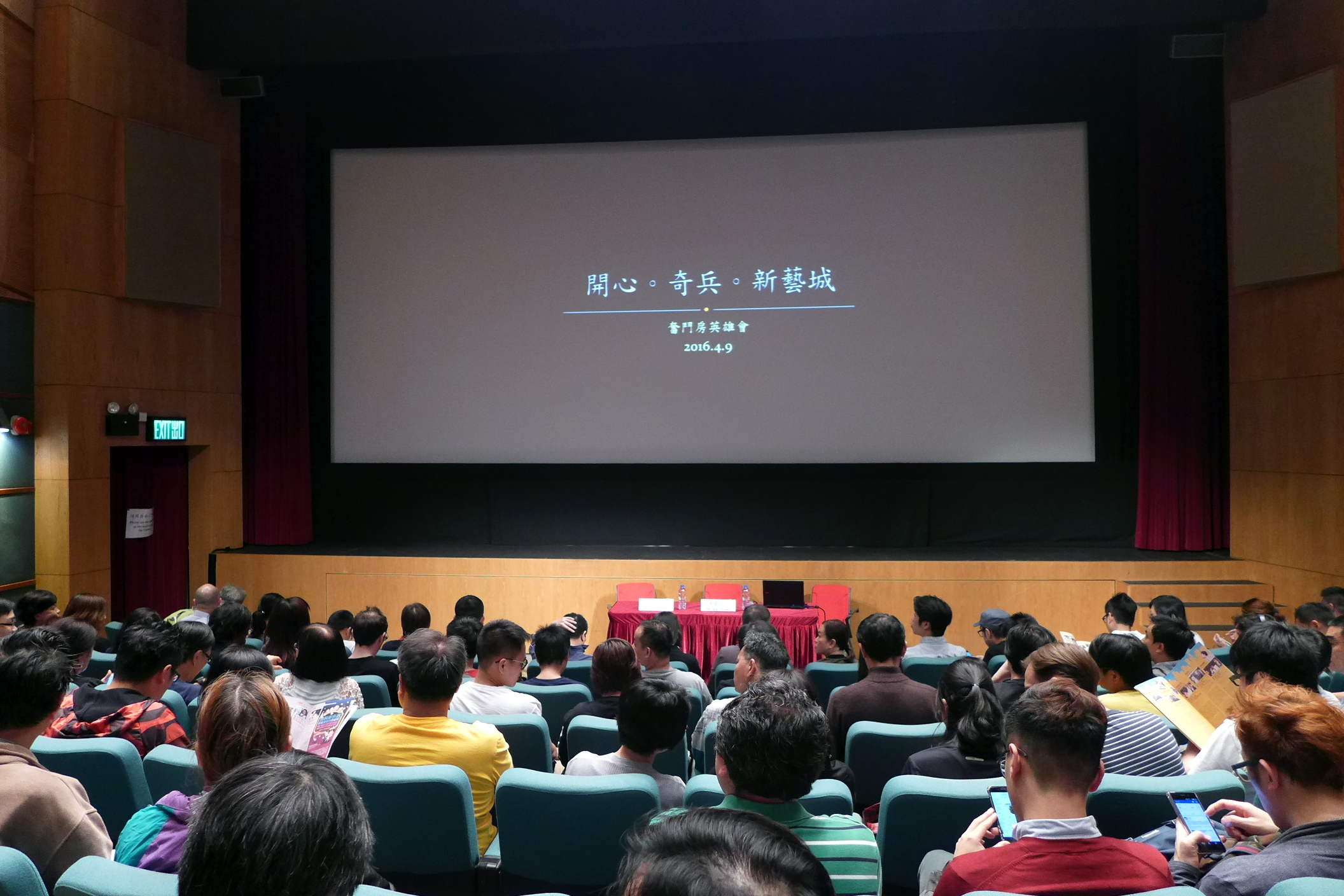
La salle de projection de 125 places.

Les Archives du film de Hong Kong (香港電影資料館) sont une cinémathèque chargée de collecter, restaurer et diffuser le patrimoine du cinéma hongkongais. Fondées en 1993 par le Conseil urbain, elles rejoignent la Fédération internationale des archives du film en 1996. Elles sous la gestion du département des loisirs et des services culturels depuis 2000.
Le bâtiment principal se situe dans le quartier de Sai Wan Ho (en) et accueille régulièrement des expositions, des projections et des séminaires sur les films de Hong Kong.
Les archives éditent la série de livres Hong Kong Filmography et Monographs of Hong Kong Film Veterans. Elles distribuent également le trimestriel Newsletter qui rend compte des derniers développements des archives et inclut des reportages sur certains aspects de la culture cinématographique.

## Collection
Le 17 novembre 201, la chaîne hongkongaise TVB fait don d'environ 1000 copies de films des années 1930 aux années 1990 aux Archives du film de Hong Kong pour une conservation permanente. Environ 600 films, dont 27 films en dialectes chaozhou et amoy, sont inédits dans la collection.
Elle abrite également le film Confucius (1940) de Fei Mu, retrouvé en 2001. Il s'agit cependant d'un second montage du film, réalisé en 1948, sans l'accord de Fei Mu. Ce film a été considéré comme perdu durant 50 ans,. 
Les films offerts comprennent le plus ancien film chinois de la bibliothèque de TVB, Little Heroine (小俠女, 1939), avec Hu Rongrong et Gong Qiuxia, et le plus ancien de Hong Kong de la bibliothèque, Female Spy 76 (1947) avec Wu Lai-chu et Wang Hao. Les huit films présents aux archives et recommandés dans la liste des « 100 films hongkongais à voir » sont : La Légende de Wong Fei-hung (1e partie) (1949), La Légende de Wong Fei-hung (2e partie) (1949), Les Azalées tachées de sang (1951), Le Mystérieux assassin (1951) parties 1 et 2, Papillon et Fleur de poire rouge (1959), Père est de retour (1961) et La Jeune Fille enceinte (1968).

## Bâtiment
Les archives se trouvent dans un bâtiment de quatre étages situé au 50 Lei King Road à Sai Wan Ho qui a ouvert en 2001. Des projections publiques de fonds d'archives sont régulièrement organisées dans le cinéma de 125 places. Le prix normal du billet est de 40 HK$, avec des tarifs préférentiels pour les étudiants, les personnes âgées et les personnes handicapées.

### Plan des étages
- Sous-sol : parking et local de machinerie (non ouvert au public)
- Sol : Billetterie, salle d'exposition
- Mezzanine : Machinerie et climatisation (non ouvert au public)
- Rez-de-chaussée : Boutiques et cinéma
- 1re étage : Salle de projection, boutiques et cinéma (entrée au rez-de-chaussée)
- 2e étage : Centre de ressources, bureau du personnel et boutiques
- 3e étage : Bureau de l'administration, boutiques de matériel cinématographique
- 4e étage : Toit (prévu pour être aménagé)

Seuls les salles de projection, la salle d'exposition et le centre de ressources sont des installations accessibles au public.

## Accès
Le bâtiment des archives se trouve à environ cinq minutes à pied de la sortie A de la station Sai Wan Ho (en).